# België op het Eurovisiesongfestival 2016

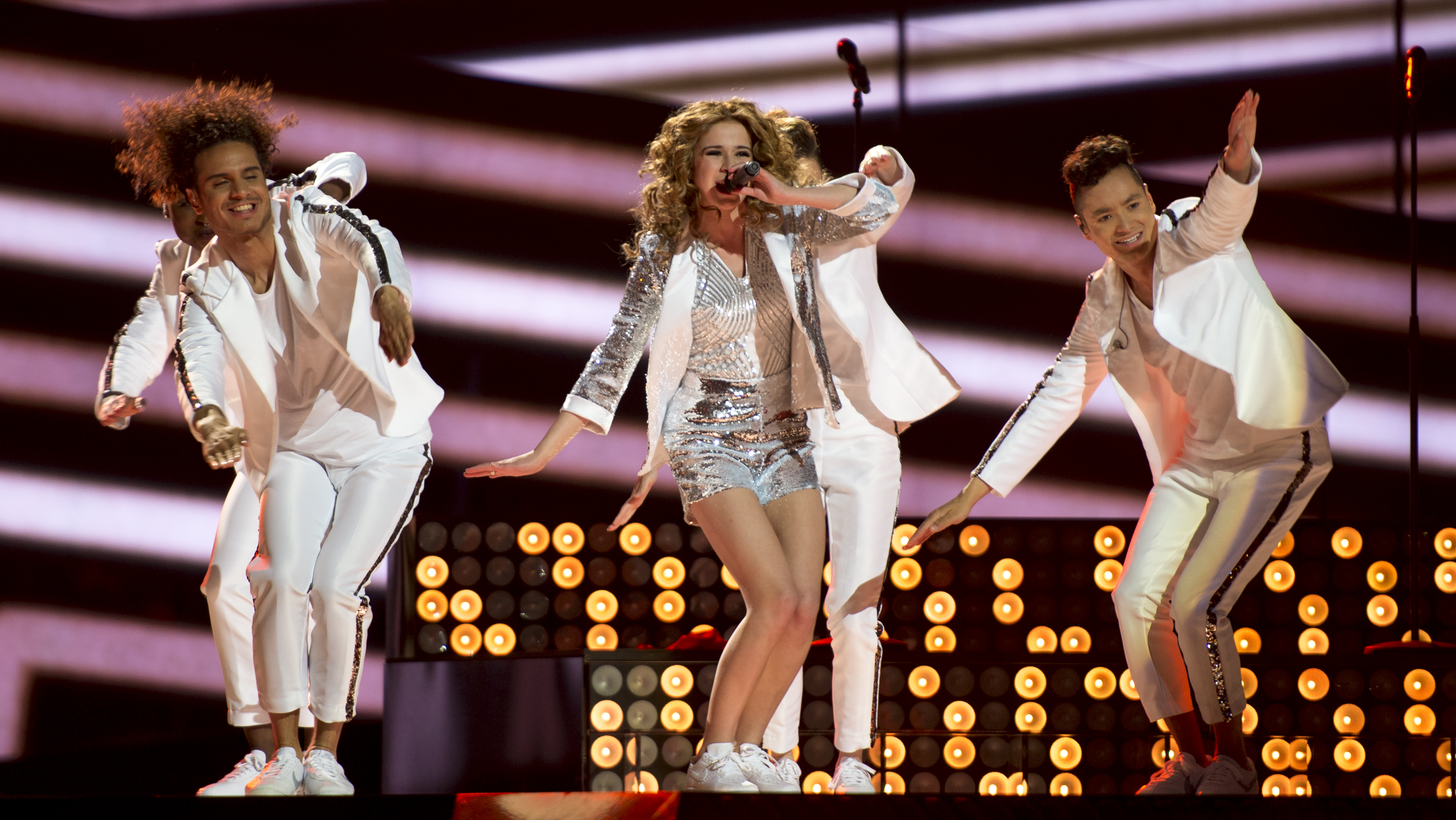
Laura Tesoro tijdens het Eurovisiesongfestival 2016 met 'What's the pressure'

België behaalde op het Eurovisiesongfestival 2016 in Stockholm een tiende plaats. Het werd de 58ste deelname van het land op het Eurovisiesongfestival. De VRT was verantwoordelijk voor de Belgische bijdrage.

## Selectieprocedure
De selectie verliep via Eurosong, de show waarnaar de VRT regelmatig teruggrijpt. Op 16 november 2015 maakte de VRT de vijf kandidaten bekend voor Eurosong 2016. Adil Aarab, Astrid Destuyver, Tom Frantzis, Laura Tesoro en Amaryllis Uitterlinden mochten in drie liveshows met elkaar gaan uitmaken wie België zou vertegenwoordigen op het Eurovisiesongfestival. Zij werden gekozen door een expertenteam bestaande uit Gerrit Kerremans (algemene muziekcoördinator VRT), Els Germonpré (muziekmanager Eén), Hans Snijders (muziekmanager MNM) en Christopher Cocquyt (manager van verschillende artiesten).
Het format van Eurosong 2016 verschilde van de editie van 2014, toen voor het laatst een Belgische vertegenwoordiger werd gekozen via het selectieprogramma. Het programma bestond uit drie liveshows, met name uit twee introductieshows op 3 en 10 januari en een finale op 17 januari. In de eerste voorronde kregen alle vijf de kandidaten de kans te laten zien wat ze in huis hebben, en in de tweede show bracht elke deelnemer zijn nummer voor het festival ten gehore. In de finale van 17 januari viel de beslissing en werd bekend wie België zou vertegenwoordigen. Alle shows werden gepresenteerd door Peter Van de Veire.
Tijdens de eerste introductieshow, op zondag 3 januari, stelden de vijf artiesten zich voor aan het publiek. Dit gebeurde door middel van het vertolken van bekende Eurovisieklassiekers. Astrid Destuyver zong Everyway that I can (Turkije 2003), Laura Tesoro bracht Düm tek tek (Turkije 2009), Adil Aarab bracht Hold me now (Ierland 1987), Tom Frantzis koos voor Rhythm Inside (België 2015) en Amaryllis Uitterlinden zong Euphoria (Zweden 2012). De kandidaten werden beoordeeld door Stijn Kolacny en Alexander Rybak. Aan het einde van de show mocht het grote publiek via televoting bepalen wie op dat moment het meeste indruk had gemaakt. Amaryllis Uitterlinden won deze poll.
Tijdens de tweede introductieshow, op zondag 10 januari, stelden de vijf deelnemers het nummer voor waarmee ze naar Stockholm wilden trekken. Zij werden vervolgens beoordeeld door Tom Helsen en Beverly Jo Scott. Aan het einde van de show mocht het publiek wederom stemmen op hun favoriet. Ditmaal won Laura Tesoro de populariteitspoll.
Tijdens de finale waren de experten Hadise en Christer Björkman. De winnaar werd bepaald over twee stemrondes. Eerst waren tien internationale jury's die, samen met het publiek, hun stemmen uitbrachten. De tien landen met een vakjury waren Azerbeidzjan, Frankrijk, Griekenland, Hongarije, Ierland, Letland, Montenegro, Nederland, het Verenigd Koninkrijk en Zweden. De top twee van de eerste stemming moest het vervolgens tegen elkaar opnemen in de finale eindstrijd, waarin de televoters het laatste woord kregen. Uiteindelijk ging Laura Tesoro met de overwinning aan de haal. Zij kreeg in de eerste ronde zowel van de internationale vakjury's als van het publiek de meeste stemmen, en won uiteindelijk ook de superfinale van Tom Frantzis.

## Eurosong 2016
17 januari 2016
| Plaats | Artiest                | Lied                | Vlag van Zweden | Vlag van Azerbeidzjan | Vlag van Griekenland | Vlag van Letland | Vlag van Frankrijk | Vlag van Nederland | Vlag van Verenigd Koninkrijk | Vlag van Montenegro | Vlag van Ierland | Vlag van Hongarije | Publ. | Totaal |
| ------ | ---------------------- | ------------------- | --------------- | --------------------- | -------------------- | ---------------- | ------------------ | ------------------ | ---------------------------- | ------------------- | ---------------- | ------------------ | ----- | ------ |
| 1      | Laura Tesoro           | What's the pressure | 10              | 8                     | 10                   | 12               | 12                 | 12                 | 7                            | 12                  | 12               | 12                 | 120   | 227    |
| 2      | Tom Frantzis           | I'm not lost        | 12              | 12                    | 12                   | 10               | 10                 | 8                  | 12                           | 8                   | 8                | 8                  | 100   | 200    |
| 3      | Adil Aarab             | In our nature       | 8               | 10                    | 7                    | 8                | 7                  | 10                 | 8                            | 7                   | 7                | 7                  | 80    | 159    |
| 4      | Amaryllis Uitterlinden | Kick the habit      | 7               | 7                     | 6                    | 6                | 6                  | 7                  | 10                           | 10                  | 10               | 10                 | 70    | 149    |
| 5      | Astrid Destuyver       | Everybody aches     | 6               | 6                     | 8                    | 7                | 8                  | 6                  | 6                            | 6                   | 6                | 6                  | 60    | 125    |

### Superfinale
| Plaats | Artiest      | Lied                |
| ------ | ------------ | ------------------- |
| 1      | Laura Tesoro | What's the pressure |
| 2      | Tom Frantzis | I'm not lost        |

## In Stockholm
België trad in Stockholm in de tweede halve finale op donderdag 12 mei 2016 aan. Laura Tesoro sloot de show van achttien acts af, net na Eneda Tarifa uit Albanië. België wist zich te plaatsen voor de finale op zaterdag 14 mei. In de finale trad België als eerste van de 26 acts op. Tesoro behaalde er de tiende plaats.

### Voting
Voor het eerst werd er een systeem toegepast waarbij elk land twee maal 12, 10, 8 t.e.m. 1 punten geeft, de ene bepaald door professionele jury's, de andere door de kijkers thuis.

#### Punten aan België
| Punten aan België (2e halve finale)          | Punten aan België (2e halve finale)                       | Punten aan België (2e halve finale) | Punten aan België (2e halve finale)             | Punten aan België (2e halve finale)     |
| Televoting                                   | Televoting                                                | Televoting                          | Televoting                                      | Televoting                              |
| 12 punten                                    | 10 punten                                                 | 8 punten                            | 7 punten                                        | 6 punten                                |
| -------------------------------------------- | --------------------------------------------------------- | ----------------------------------- | ----------------------------------------------- | --------------------------------------- |
| - Australië - Denemarken                     | - Bulgarije - Servië                                      | - Albanië - IJsland - Zwitserland   | - Noorwegen - Slovenië                          | - Duitsland - Ierland - Letland - Polen |
| 5 punten                                     | 4 punten                                                  | 3 punten                            | 2 punten                                        | 1 punt                                  |
| - Italië - Monaco                            | - Wit-Rusland - Litouwen - Oekraïne - Verenigd Koninkrijk | - Georgië                           |                                                 |                                         |
| Jury                                         |                                                           |                                     |                                                 |                                         |
| 12 punten                                    | 10 punten                                                 | 8 punten                            | 7 punten                                        | 6 punten                                |
| - Australië - Bulgarije - Ierland - Slovenië | - Bulgarije - Georgië - Oekraïne                          | - Denemarken - Duitsland            | - Noorwegen - Zwitserland - Verenigd Koninkrijk | - Israël                                |
| 5 punten                                     | 4 punten                                                  | 3 punten                            | 2 punten                                        | 1 punten                                |
| - Litouwen                                   | - Italië - Letland                                        | - Noord-Macedonië                   | - Polen                                         |                                         |

| Punten aan België (finale)                      | Punten aan België (finale)                            | Punten aan België (finale) | Punten aan België (finale) | Punten aan België (finale) |
| Televoting                                      | Televoting                                            | Televoting                 | Televoting                 | Televoting                 |
| 12 punten                                       | 10 punten                                             | 8 punten                   | 7 punten                   | 6 punten                   |
| ----------------------------------------------- | ----------------------------------------------------- | -------------------------- | -------------------------- | -------------------------- |
| - Australië - Nederland                         |                                                       | - Denemarken               |                            |                            |
| 5 punten                                        | 4 punten                                              | 3 punten                   | 2 punten                   | 1 punt                     |
| - Servië                                        | - Frankrijk - Noord-Macedonië                         | - IJsland                  | - Noorwegen                | - Israël                   |
| Jury                                            |                                                       |                            |                            |                            |
| 12 punten                                       | 10 punten                                             | 8 punten                   | 7 punten                   | 6 punten                   |
| - Australië - Ierland                           | - Bulgarije - Georgië - Zwitserland - Oekraïne        | - Denemarken - Slovenië    |                            | - Israël                   |
| 5 punten                                        | 4 punten                                              | 3 punten                   | 2 punten                   | 1 punt                     |
| - Oostenrijk - Duitsland - Litouwen - Noorwegen | - Armenië - Wit-Rusland - Noord-Macedonië - Nederland | - IJsland - Montenegro     | - Tsjechië                 |                            |

#### Punten gegeven door België
| 2e halve finale | 2e halve finale | 2e halve finale |
| Score           | Televoting      | Jury            |
| --------------- | --------------- | --------------- |
| 12 punten       | Polen           | Australië       |
| 10 punten       | Australië       | Israël          |
| 8 punten        | Litouwen        | Georgië         |
| 7 punten        | Bulgarije       | Slovenië        |
| 6 punten        | Oekraïne        | Bulgarije       |
| 5 punten        | Denemarken      | Oekraïne        |
| 4 punten        | Ierland         | Noorwegen       |
| 3 punten        | Letland         | Litouwen        |
| 2 punten        | Albanië         | Servië          |
| 1 punten        | Israël          | Zwitserland     |

| Finale    | Finale     | Finale    |
| Score     | Televoting | Jury      |
| --------- | ---------- | --------- |
| 12 punten | Polen      | Australië |
| 10 punten | Nederland  | Italië    |
| 8 punten  | Frankrijk  | Frankrijk |
| 7 punten  | Armenië    | Georgië   |
| 6 punten  | Rusland    | Bulgarije |
| 5 punten  | Bulgarije  | Australië |
| 4 punten  | Australië  | Nederland |
| 3 punten  | Oostenrijk | Oekraïne  |
| 2 punten  | Oekraïne   | Israël    |
| 1 punten  | Zweden     | Tsjechië  |

1956 · 1957 · 1958 · 1959 · 1960 · 1961 · 1962 · 1963 · 1964 · 1965 · 1966 · 1967 · 1968 · 1969 · 1970 · 1971 · 1972 · 1973 · 1974· 1975 · 1976 · 1977 · 1978 · 1979 · 1980 · 1981 · 1982 · 1983 · 1984 · 1985 · 1986 · 1987 · 1988 · 1989 · 1990 · 1991 · 1992 · 1993 · 1994 · 1995 · 1996 · 1997 · 1998 · 1999 · 2000 · 2001 · 2002 · 2003 · 2004 · 2005 · 2006 · 2007 · 2008 · 2009 · 2010 · 2011 · 2012 · 2013 · 2014 · 2015 · 2016 · 2017 · 2018 · 2019 · 2020 · 2021 · 2022 · 2023 · 2024 · 2025
Albanië · Armenië · Australië · Azerbeidzjan · België · Bosnië en Herzegovina · Bulgarije · Cyprus · Denemarken · Duitsland · Estland · Finland · Frankrijk · Georgië · Griekenland · Hongarije · Ierland · IJsland · Israël · Italië · Kroatië · Letland · Litouwen · Macedonië · Malta · Moldavië · Montenegro · Nederland · Noorwegen · Oekraïne · Oostenrijk · Polen · Rusland · San Marino · Servië · Slovenië · Spanje · Tsjechië · Verenigd Koninkrijk · Wit-Rusland · Zweden · Zwitserland